# Alfredo Gomes
Alfredo Gomes, född 16 januari 1899, död 17 mars 1963, var en friidrottare från Brasilien. Han deltog vid olympiska sommarspelen 1924.